# Лаупхајм
Лаупхајм (њем. Laupheim) град је у њемачкој савезној држави Баден-Виртемберг. Једно је од 45 општинских средишта округа Биберах. Према процјени из 2010. у граду је живјело 19.543 становника. Посједује регионалну шифру (AGS) 8426070.

## Географски и демографски подаци
Лаупхајм се налази у савезној држави Баден-Виртемберг у округу Биберах. Град се налази на надморској висини од 528 метара. Површина општине износи 61,8 km². У самом граду је, према процјени из 2010. године, живјело 19.543 становника. Просјечна густина становништва износи 316 становника/km².

## Међународна сарадња
| Мјесто | Држава    | Врста сарадње | Од    |
| ------ | --------- | ------------- | ----- |
| Бетен  | Француска | партнерство   | 1968. |
|        | Француска | партнерство   | 1999. |
| Извор  |           |               |       |